# Delphinium maximowiczii
Delphinium maximowiczii är en ranunkelväxtart som beskrevs av Adrien René Franchet. Delphinium maximowiczii ingår i släktet storriddarsporrar, och familjen ranunkelväxter. Inga underarter finns listade i Catalogue of Life.